# Tessa Jowell
Tessa Jane Helen Douglas Palmer Jowell, Baroness Jowell (Londen, Engeland, 17 september 1947 – Shipston-on-Stour, Engeland, 12 mei 2018) was een Brits politica van de Labour Party.
Jowell was tussen 1997 en 2010 bewindspersoon gedurende gehele kabinetsperiodes van de kabinetten-Blair (1997–2007) en -Brown (2007–2010). Ze was onderminister voor Gezondheidszorg van 1997 tot 1999, onderminister voor Onderwijs van 1999 tot 2001, minister van Cultuur, Media en Sport van 2001 tot 2007, onderminister voor Vrouwen en Gelijkheid van 2005 tot 2006, onderminister voor de Olympische Zomerspelen van 2005 tot 2010, minister van Posterijen van 2007 tot 2010, onderminister voor Londen van 2007 tot 2008 en van 2009 tot 2010 en minister voor Kabinetszaken van 2009 tot 2010.
Op 16 juni 2012 werd Jowell benoemd tot Dame-Commandeur in de Orde van het Britse Rijk waardoor ze het ere-predicaat van Dame heeft verkregen. Op 27 oktober 2015 werd Jowell benoemd als baroness Jowell en werd lid van het Hogerhuis. Jowell overleed op 12 mei 2018 aan de gevolgen van een hersentumor op 70-jarige leeftijd.
- CiNii: DA08253418
- International Standard Name Identifier: 0000 0000 3368 8682
- Library of Congress Control Number: n96045434
- Virtual International Authority File: 50952701
- WorldCat: E39PBJmDhYCggc3MvGKQRBP4v3